# T-ARA 2017 Live
T-ARA 2017 Live是韓國女子音樂組合T-ara的第5輪巡迴演唱會。該巡演在2017年5月13日在臺灣臺北市國立臺灣大學綜合體育館開始，該巡演因受成員朴昭妍、全寶藍合約到期影響，僅舉辦台灣一場演唱會，後續場次被迫中斷。

## 背景
2017年3月21日，韓國經紀公司MBK娛樂宣布旗下女子音樂組合T-ara將在同年6月以「666計畫」規劃組合回歸，由6名成員帶來6首新歌，並且在專輯中收錄出道以來的熱門歌曲6分鐘Medley。兩日後，該公司表示成員朴昭妍、全寶藍確定合約期滿不續約，合約結束後對於她們各自要走的路，仍將給予應援，其餘四名成員則在去年9月至同年2月期間完成續約。
同年5月7日，MBK娛樂表示與約滿成員商議過程中無法達成共識，最終原定6位成員齊坐露營車進行4日3夜旅程的真人秀無法製播，且其餘4名成員需要重新再錄製專輯，導致原本要以「6人完全體」的專輯回歸正式告吹。

## 商業表現
該巡演的臺北場於2017年4月9日11點開始售票，此次售票包含中國、韓國、日本等地粉絲在內，2,600個座位全部售罄。同年4月27日，該巡演的澳門場在11點開始售票，但因受成員朴昭妍、全寶藍合約到期影響，主辦方與經紀公司協調無果，最終全數退票。

## 場次
| 日期          | 國家 | 城市 | 場地                   |
| ------------- | ---- | ---- | ---------------------- |
| 2017年5月13日 | 臺灣 | 臺北 | 國立臺灣大學綜合體育館 |

### 取消場次
| 日期          | 國家 | 城市 | 場館     | 原因                       |
| ------------- | ---- | ---- | -------- | -------------------------- |
| 2017年5月20日 | 中國 | 澳門 | 新濠影滙 | 成員朴昭妍、全寶藍合約到期 |
| 2017年5月24日 | 日本 | 未定 | 未定     | 成員朴昭妍、全寶藍合約到期 |

## 爭議

### 臺北場
除成員咸𤨒晶之外，其餘5名成員原訂於臺北場舉行的前一日抵台，但經紀公司MBK娛樂在成員登機前表示，成員朴昭妍、全寶藍自同月5日起不接公司和成員們的電話，並在經紀人接送前30分鐘以簡訊方式表示將「分開出國」。最終，成員李居麗、朴孝敏、朴芝妍搭乘大韓航空KE693航班率先抵台，成員朴昭妍、全寶藍搭乘酷航TZ205航班抵台，𤨒晶因個人行程則搭乘大韓航空KE5233航班抵台。對於經紀公司是否故意更改成員朴昭妍、全寶藍航班，MBK娛樂則駁斥表示「護照在她們手上，不可能按照我們的想法更改，而且完全聯繫不上她們，怎麼改航班？」

### 澳門場
2017年5月15日，經紀公司MBK娛樂表示，澳門演唱會因主辦方原因延期舉行，主辦方YS娛樂對此表示，在得知成員朴昭妍、全寶藍合約即將到期後，便開始積極與韓方協調以6人方式演出但在臺北場演唱會舉行後，經紀公司MBK娛樂表示告知演唱會成員朴昭妍、全寶藍將無法執行合約到期後的工作，並表示在5月27號依舊無法按照合約6人完整體澳門演出，主辦方則忍痛決定取消演唱會。最終，主辦方YS娛樂表示屢次與韓方溝通，未能爭取六名成員的全體演出，澳門場演出正式取消並於同日開始展開退票作業。